# Браду-Клокотіч
Браду-Клокотіч (рум. Bradu-Clocotici) — село у повіті Вилча в Румунії. Входить до складу комуни Раковіца.
Село розташоване на відстані 175 км на північний захід від Бухареста, 33 км на північ від Римніку-Вилчі, 126 км на північ від Крайови, 103 км на захід від Брашова.

## Населення
За даними перепису населення 2002 року у селі проживали 244 особи, усі — румуни. Усі жителі села рідною мовою назвали румунську.